# 上吉田村 (岐阜県)
上吉田村（かみよしだむら）は、かつて岐阜県加茂郡に存在した村である。
現在の加茂郡八百津町上吉田及び七宗町川並の区域に存在した。

## 歴史
宝暦6年（1756年）に書かれた『濃陽志略』によれば上吉田四郷と称した。樫原村を本郷とし、これに譲葉村、嶽村、平村を加えた4村で構成される。『天保郷帳』でも上吉田の樫原村、譲葉村、嶽村、平村としている。寛政年間に編纂された『濃州徇行記』では上吉田村として扱い、樫原の南西にある野々小屋（野々古屋）集落も支村としている。また、楪（譲葉）、多伊良（平）の表記も見られる。嶽村は釜ヶ嵩とし、中嵩と下嵩の2組に分かれるとした。
明治元年（1868年）に調査された『旧高旧領取調帳』では上吉田村として扱われている。
1889年（明治22年）に久田見村と、上麻生村の内飛騨川以東（分郷組）と町村組合を設立する。1897年（明治30年）に久田見村、上吉田村と上麻生村の分郷組が合併して久田見村が発足し、上吉田村の区域は大字上吉田となった。飛騨川に面する野々古屋、樫原、平と分郷は久田見から遠く離れ、交通も不便だったため、4集落を分村する提案が1911年頃に持ち上がっている。しかし村内で意見がまとまらなかったためか、この時点では分村は行われなかった。
1924年に高山線が樫原の対岸に設けられた上麻生駅まで延伸した。延伸をきっかけとして飛騨川に麻生橋が架橋され、1925年（大正14年）2月に開通した。架橋により、久田見村の飛騨川沿いの集落からは久田見村の中心部より上麻生村の中心部へ行く方が便利になり、交流も盛んになった。このような状況が続く中、太平洋戦争後になって町村の再編が促されると、野々古屋、樫原、平、分郷の4集落を久田見村から上麻生村に編入する話が持ち上がった。この話は円満に進み、分割された大字川並（野々古屋、樫原、平）と大字上麻生（分郷）は1953年（昭和28年）5月に上麻生村へ編入された。
また、1953年に公布された町村合併促進法の下で更に合併が進められた。上麻生村は1955年（昭和30年）2月に神渕村と合併し、野々古屋、樫原、平の3集落は七宗村大字川並となった。久田見村は同年9月に八百津町へ編入し、嵩、楪の2集落は八百津町大字上吉田となった。

### 年表
- 1889年（明治22年）7月1日 - 町村制施行により、上吉田村が発足する[15]。
- 1897年（明治30年）4月1日 - 久田見村、上麻生村の一部と合併し、久田見村となる。同日上吉田村は廃止。
- 1953年（昭和28年）5月1日 - 久田見村大字上吉田の一部が上麻生村に編入される。
- 1955年（昭和30年）2月11日 - 上麻生村が神渕村と合併し、七宗村が発足する[13]。
- 1955年（昭和30年）9月30日 - 久田見村が八百津町に編入される。
- 1971年（昭和46年）4月1日 - 七宗村が七宗町となる[16]。

## 教育

### 初等・中等教育
- 上吉田上尋常小学校 - 嵩に所在。統合や分教場の設置、行政区画の変更を経て八百津町立久田見小学校坂上分校となる。1965年4月に廃止された[17][18]。
- 上吉田下尋常小学校 - 平に所在。統合、改称、高等科の併置を経て上吉田尋常高等小学校となる。太平洋戦争後の学校教育法の下で上吉田小学校となり、久田見中学校分校を併置する。小学校は行政区画の変更を経て七宗村立川並小学校となった後、1966年に七宗村立上麻生小学校へ統合された。中学校は独立と行政区画の変更を経て七宗村立川並中学校となった後、1963年度を以て七宗村立上麻生中学校へ統合された[19]。
- 上吉田中尋常小学校 - 樫野に所在。統合や分教場の設置を経て上吉田尋常高等小学校樫野分教場となる。1930年に上麻生村の上麻生尋常高等小学校への委託教育が始まり、廃止された[20]。

## 神社
- 神明神社 - 樫原の字樫森畔に鎮座[21][22]。
- 白山神社 - 樫原の字野中切に鎮座[21][23]。
- 神明神社 - 平の字平中道に鎮座[21][24]。
- 星社 - 嶽の字下嵩に鎮座[24]。文治元年（1185年）に創立され、星大権現と称し、譲葉に鎮座した[21][24]。天正年間に嶽に遷座したと伝えられる[24]。明治維新の際に権現の号が廃止されたため、星社に改称した[24]。